# Sąd Najwyższy Nowej Południowej Walii
Sąd Najwyższy Nowej Południowej Walii (Supreme Court of New South Wales ) – sąd najwyższej instancji w systemie wymiaru sprawiedliwości australijskiego stanu Nowa Południowa Walia. Działa od 17 maja 1824 roku, zaś obecnie podstawą jego funkcjonowania jest stanowa ustawa o Sądzie Najwyższym z 1970 roku. Liczy 47 sędziów.
Sąd Najwyższy jest sądem pierwszej instancji w sprawach karnych dotyczących najcięższych przestępstw (m.in. morderstw i zdrady stanu) oraz w niektórych sprawach cywilnych, w szczególności w przypadku roszczeń majątkowych o wartości przekraczającej 750 tysięcy dolarów australijskich. W pierwszej instancji sąd orzeka zwykle w składzie jednego sędziego zawodowego, któremu towarzyszy ława przysięgłych.
Jako sąd drugiej instancji Sąd Najwyższy rozpatruje odwołania od decyzji sądów niższego szczebla (okręgowych i rejonowych), a także od własnych decyzji podjętych w pierwszej instancji. Apelacje rozpatrywane są w składach liczących kilku sędziów zawodowych, przy czym istnieją dwie osobne izby odwoławcze: jedna dla spraw karnych (Court of Criminal Appeal) oraz druga dla spraw cywilnych (z wyjątkiem prawa rodzinnego) i administracyjnych (Court of Appeal). Od decyzji podjętych w drugiej instancji przysługuje kasacja do Sądu Najwyższego Australii, przy czym musi on wydać wstępną zgodę na rozpatrzenie sprawy, zanim zacznie zajmować się nią co do meritum (jest to rozwiązanie zbliżone do tzw. przedsądu w postępowaniach kasacyjnych przed polskim Sądem Najwyższym).

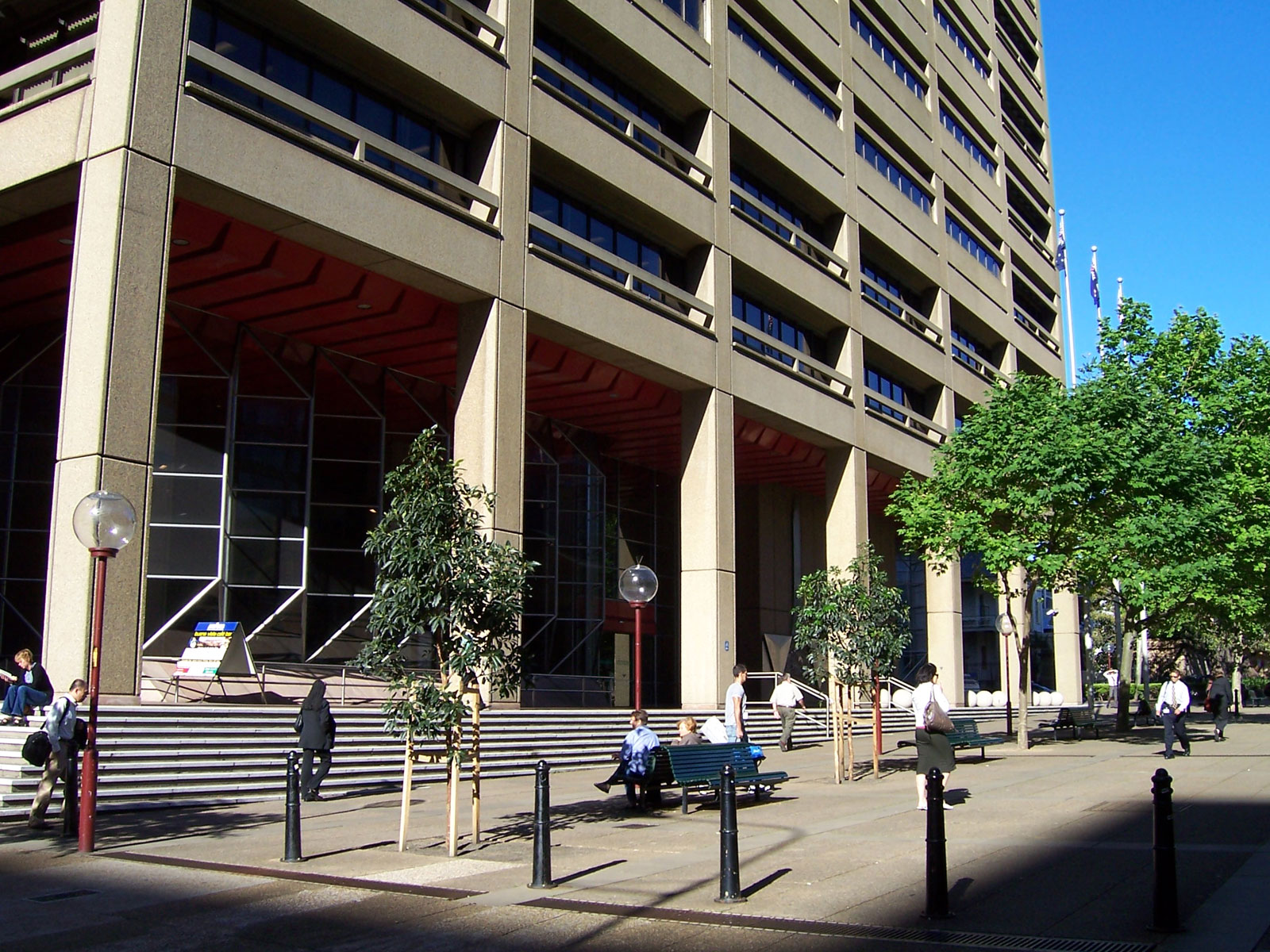
Gmach Sądu Najwyższego Nowej Południowej Walii w Sydney